# Oskar Sala

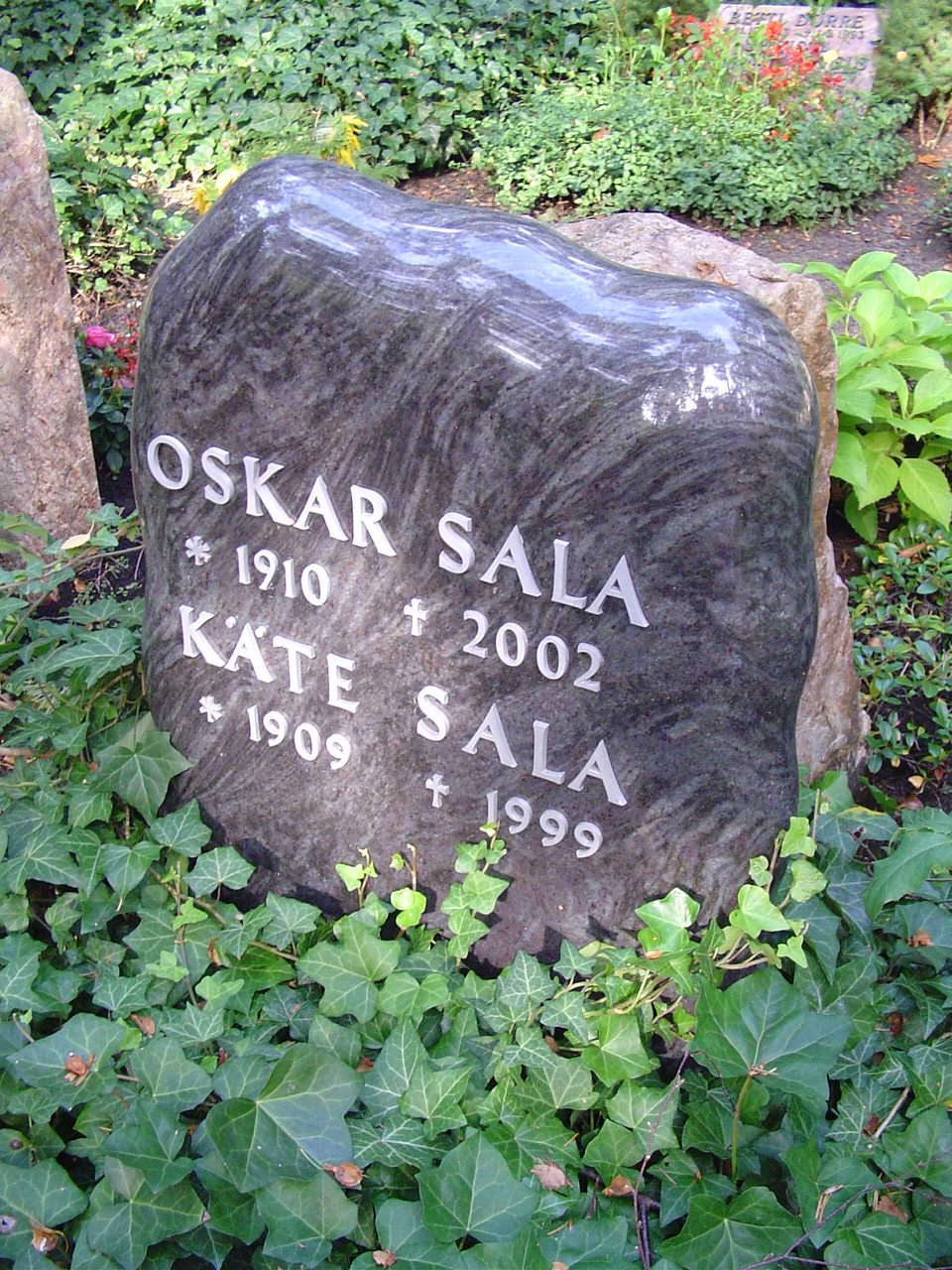
Nagrobek na cmentarzu Heerstraße

Oskar Sala (ur. 18 lipca 1910 w Greiz w Turyngii, zm. 27 lutego 2002 w Berlinie) – niemiecki kompozytor, pionier muzyki elektronicznej.

## Życiorys
Po maturze w roku 1929 rozpoczął w Berlinie studia muzyczne. Jego nauczyciel fortepianu i kompozycji, Paul Hindemith, zapoznał go z inżynierem Friedrichem Trautweinem (1888–1956), wspólnie z którym zbudował jeden z pierwszych elektronicznych instrumentów muzycznych, nazwany „Trautonium’’. Instrument pozbawiony był klawiatury i umożliwiał bezstopniową, płynną syntezę wysokości dźwięku. Instrument został przedstawiony publicznie w roku 1930 wykonaniem utworu Paula Hindemitha „Triostück für drei Trautonien”.
Oskar Sala uzupełnił swoje wykształcenie, studiując w latach 1932–1936 fizykę na Uniwersytecie Berlińskim. Poświęcił się wyłącznie propagowaniu swojego instrumentu, odbywając podróże koncertowe po krajach Europy i wykonując specjalnie skomponowane na ten instrument utwory Paula Hindemitha, Richarda Straussa i Artura Honeggera. W latach 1935, 1938 powstały kolejne wersje instrumentu: Rundfunk-Trautonium i Konzert-Trautonium.
Po II wojnie światowej udoskonalił w latach 1949–1952 swój instrument, nadając mu nazwę Mixturtrautonium. Skomponował i nagrał muzykę i efekty dźwiękowe do ponad trzystu filmów, wśród nich do filmu Ptaki Alfreda Hitchcocka z 1963.
Pozostał aktywny do ostatnich lat swego długiego życia. Jego ostatni instrument, dwugłosowe Mixturtrautonium zbudowane już na półprzewodnikach, znajduje się w berlińskim muzeum instrumentów muzycznych.
Spuścizna kompozytora i wynalazcy została przekazana Deutsches Museum w Monachium.